# David Strickland
David Strickland (Glen Cove, Nueva York, 14 de octubre de 1969-Las Vegas, Nevada, 22 de marzo de 1999) fue un actor estadounidense.
Strickland fue uno de los amigos más cercanos de la actriz Brooke Shields junto con Chris Henry. Su pareja sentimental era la también actriz Tiffany Amber Thiessen. Fue encontrado muerto en un motel suponiendo la causa como suicidio.

## Vida
David Gordon Strickland Jr. nació el 14 de octubre de 1969 en Glen Cove, Long Island, Nueva York. Sus padres, David Gordon Sr. y Karen, ambos trabajaban como ejecutivos.
Strickland se mudó con su familia a Princeton, Nueva Jersey, y después a Los Ángeles, California, donde llegó a ser actor. Strickland empezó como actor invitado en series de televisión: Dave's World, Roseanne, Mad About You y Sister, Sister, hasta que se estableció en su papel en Suddenly Susan en 1996.
En su vida personal, Strickland sufrió de desorden bipolar y tuvo una larga historia de problemas de abuso de drogas y alcohol. Fue arrestado cinco meses antes de su muerte por posesión de cocaína. Suplicó nolo contendere, fue sentenciado a tres años de libertad condicional y se le ordenó en una rehabilitación por drogas. Debido a ello, estaba en corte por un informe en progreso, el día de su muerte. Las noticias reportaron de los acontecimientos que llevaron a la muerte de Strickland: sugerían que había decidido dejar de tomar litio, el cual se le había recetado para controlar su desorden bipolar.

## Muerte
El 20 de marzo de 1999, Strickland y el comediante Andy Dick volaron desde Los Ángeles a Las Vegas. Y pasaron tres días de fiesta en clubs nudistas. Después de registrarse en un motel, Strickland pasó tiempo con un trabajador sexual, consumió seis botellas de cerveza, y después se colgó él mismo con una sabana de cama sobre la viga del cielo falso. Murió durante las horas de la mañana del 22 de marzo de 1999, a la edad de 29. Su cuerpo fue descubierto por un investigador privado contratado por su amiga y coestrella Brooke Shields, cuando Strickland perdió su aparición en la corte municipal de Los Ángeles por posesión de cocaína. Evidencia de uso de drogas fue encontrada en la habitación. El juez de instrucción del condado de Clark concluyó que el cuerpo de Strickland tenía marcas de intentos anteriores de suicidio. Fue incinerado y sus cenizas fueron entregadas a su familia.
Después de mucha discusión, los escritores de Suddenly Susan decidieron tratar con la muerte de Strickland directamente, matando a su personaje, Todd Stities. En el final de la tercera temporada, Todd no apareció en el trabajo un día. Cuando Susan llama a Todd por unos boletos para un espectáculo, su buscapersonas vibró en su escritorio. Después de darse cuenta por primera vez de un sinnúmero de buenas acciones que él había hecho a través de su vida, Susan pasó el día buscando a Todd. El episodio termina cuando la policía llama al teléfono de Jack, y Susan y sus cotrabajadores se reúnen en un círculo de oración. Y los detalles de la suerte de Todd son dejados ambiguos. El episodio es intercalado con entrevistas fuera del personaje con Shields y el reparto soporte del show.

## Carrera
Actuó en la película Forces of Nature, en la que compartió protagonismo con a Sandra Bullock y Ben Affleck, película que se situó en los primeros puestos de recaudación en su estreno en los cines estadounidenses. Interpretó a Tod Stites, el juvenil crítico de rock de la serie de televisión de la cadena NBC Suddenly Susan.

## Filmografía
| Año       | Título                        | Personaje          | Notas                                |
| --------- | ----------------------------- | ------------------ | ------------------------------------ |
| 1994      | Object of Obsession           | Hombre sin hogar   |                                      |
| 1994      | Postcards from America        | Conductor          |                                      |
| 1995      | Phobophilia: The Love of Fear |                    |                                      |
| 1995      | Dave's World                  | Oficial de policía | Episodio: «What the Early Bird Gets» |
| 1995      | Roseanne                      | Primer policía     | Episodio: «The Getaway, Almost»      |
| 1995-1996 | Mad About You                 | Hollis             | Seis episodios                       |
| 1996      | Sister, Sister                | Dave Barnes        | Tres episodios                       |
| 1996      | Mixed Nuts                    | Ross Kellog        | Película para televisión             |
| 1996-1999 | Suddenly Susan                | Todd Stities       | Setenta y un episodios               |
| 1999      | Forces of Nature              | Steve Montgomery   |                                      |
| 1999      | Delivered                     | Will Sherman       | Título alternativo: «Death by Pizza» |

- Datos: Q1176760